# أفكار نيوتن الدينية

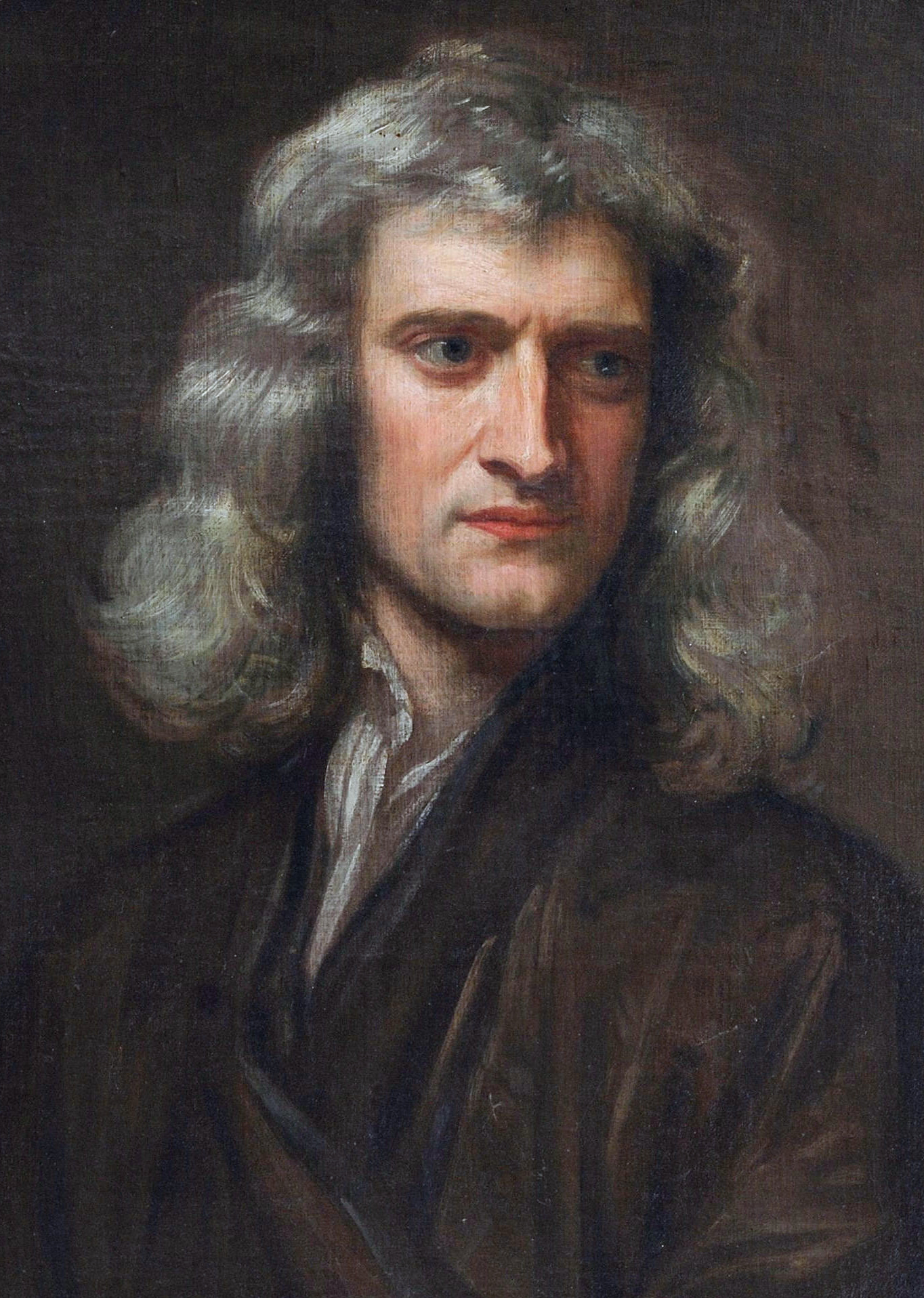
إسحاق نيوتن في سن السادسة والأربعين من العمر في صورة بريشة غودفري كنيلر عام 1689.

إسحاق نيوتن (4 كانون الثاني 1643 – 31 مارس 1727) كان يعتبر عالماً لاهوتيًا ثاقبًا ومثقفًا من قبل معاصريه. كتب العديد من الأعمال التي سيتم تصنيفها الآن على أنها دراسات السحر والتنجيم والمناهج الدينية تتعامل مع تفسير للكتاب المقدس.
قدم مفهوم نيوتن للعالم المادي نموذجًا مستقرًا للعالم الطبيعي من شأنه أن يعزز الاستقرار والانسجام في العالم المدني. رأى نيوتن أن الإله التوحيدي هو الخالق البارع الذي لا يمكن إنكار وجوده أمام عظمة الخلق. على الرغم من ولادته في عائلة أنجليكية، إلا أنه في الثلاثينيات من عمره، كان نيوتن يحمل إيمانًا مسيحيًا ولو أعلن عنه لما اعتُبر أرثوذكسيًا من قبل المسيحيين العاديين.

## الأرثوذكسية المسيحية
وُلِد نيوتن في عائلة أنجليكية بعد ثلاثة أشهر من وفاة والده، وهو مزارع ثري يُدعى أيضًا نيوتن. عندما كان نيوتن في الثالثة من عمره، تزوجت والدته من رئيس أبرشية شمال ويثام وذهبت للعيش مع زوجها الجديد، القس بارنابوس سميث، تاركة ابنها في رعاية جدته، مارغري أيسكو. يبدو أن إسحاق كره زوج والدته، ولم يكن له أي علاقة مع سميث خلال طفولته. كان عمه، رئيس أبرشية بورتون كوغليس، مسؤولًا نوعًا ما عن رعاية إسحاق.

في عام 1667، أصبح نيوتن في كلية ترينيتي، كامبريدج، ما جعل من الضروري التزامه بأخذ الكهنوت في غضون سبع سنوات من إكماله لدرجة الماجستير، وهو ما فعله في العام التالي.  كما طُلب منه أن يأخذ نذر العزوبة والاعتراف بالمواد التسعة والثلاثين الخاصة بكنيسة إنجلترا. اضطر نيوتن إلى التوقف عن دراسته قبل الانتهاء من أجل تجنب القانون المفروض من قبل الملك تشارلز الثاني والذي ينص على تنصيب الشخص ليكون كاهنًا أو قسيسًا. نجح في النهاية في تجنب القانون، بمساعدة إسحاق بارو، إذ غيّر وزير الدولة للشؤون الشمالية في عام 1676، جوزيف ويليامسون، النظام الأساسي ذي الصلة لكلية ترينيتي لتقديم الإعفاء من هذا الواجب.  بعد الاستفادة من ذلك، بدأ نيوتن في دراسة استقصائية للتاريخ المبكر للكنيسة، والتي تطورت، خلال ثمانينيات القرن السادس عشر، إلى استفسارات حول أصول الدين، كما طوّر في نفس الوقت تقريبًا وجهة نظر علمية حول الحركة والمادة. قال في كتابه الأصول الرياضية للفلسفة الطبيعية:
وفقًا لمعظم العلماء، كان نيوتن آريوسيًا، ولم يتمسك بالثالوث، يُزعم أن نيوتن رفض المذاهب الأرثوذكسية للروح الخالدة. على الرغم من أنه لم يكن من أتباع العقيدة التجديدية السوسنية، إلا أنه شاركهم في العديد من المعتقدات. لم تُنشر قط مخطوطة أرسلها إلى جون لوك والتي عارض فيها وجود الثالوث. في رأي الأقلية يُعتقد أن نيوتن لم يكن أرثوذكسيًا ولا آريوسيًا، ولكن بدلاً من ذلك، اعتقد نيوتن أن كلا المجموعتين قد ضاعت في التكهنات الميتافيزيقية. جادل إس دي سنوبلن أيضًا ضد هذا استنادًا على المخطوطات التي أُنتجت في وقت متأخر من حياة نيوتن والتي تثبت أنه رفض وجهة النظر الشرقية عن الثالوث.
رفض نيوتن القربان المقدس قبل وفاته.

## معتقداته الدينية
قال المؤرخ ستيفن سنوبلن إن اسحاق نيوتن كان هرطقيا (متمردا على المألوف) لكنه لم يعلن أبدا عن معتقداته والتي كان المحافظون سيعتبرونها راديكالية جدا. فقد أخفى دينه بشكل جيد وما زال العلماء يستكشفون معتقداته الشخصية. واستنتج بأنه على الأقل من المتعاطفين مع السوسينية (فقد قرأ بعمق 8 كتب سوسينية على الأقل) وربما كان آريوسيا، وبالتأكيد كان لاثالوثيا. ففي عصره المعروف بعدم التسامح الديني لم يعبر نيوتن عن أفكاره الثورية إلا قليلا، أهمها رفضه الانضمام للرتب الدينية ورفضه للسر المقدس عندما عرض عليه على فراش الموت.
وبالرغم من أن قوانين الحركة والجاذبية أشهر اكتشافات نيوتن إلا أنه حذر من اعتبار العالم مجرد آلة، وقال إن الجاذبية تشرح حركة الكواكب لكنها لا تشرح من حرك الكواكب. فالله يحكم كل شيء ويعرف كل ما هو موجود أو يمكن فعله.
ولنيوتن دراسات مهمة للكتاب المقدس وكتابات آباء الكنيسة المبكرين، فقد كتب عن النقد النصي، وأهم ما كتب فيه هو وصف تاريخي للتحريفين المهمين للكتاب المقدس. وقام أيضا بحساب تاريخ صلب المسيح أنه 3 أبريل للميلاد سنة 33، وحاول بدون نجاح اكتشاف رسائل سرية في الكتاب المقدس. وكتب نيوتن في حياته عن الدين أكثر من كتابته عن العلوم الطبيعية.

## تأثير نيوتن على الأفكار الدينية
دعم العقلانيون فلسفة نيوتن وروبيرت بويل الميكانيكية كبديل عن أفكار وحدة الوجود والإلهاميين، وقد قبلها بتردد رجال الدين. فوضوح وبساطة العلم أضعف الأفكار الميتافيزيقية للإلهاميين وخطر الإلحاد.
أعطى فكر بويل عن العالم الميكانيكي الأساس للانتقادات قبل عصر التنوير ضد التفكير الخيالي والمسائل الغامضة للمسيحية. وأكمل نيوتن أفكار بويل بأدلة رياضية ونشرها وجعلها شعبية. أعاد نيوتن صياغة العالم المحكوم بإله متحكم بعالم صنعه إله يصمم حسب أسس منطقية كونية، وأن هذه الأسس يمكن للجميع اكتشافها مما يسمح للناس بمحاولة تحقيق أهدافهم في هذه الحياة وبالاكتمال.
رأى نيوتن الله بأنه الخالق الأعلى الذي لا يمكن إدانة وجوده بسبب عظمة كل الخلق. لكن من نتائج أفكاره أن الإله منعزل عما يجري في العالم، لأن تدخله يعني وجود نقص في العالم، وهذا مستحيل للخالق الكامل القدير.

## الكتاب المقدس
أمضى نيوتن وقتًا طويلاً في محاولة اكتشاف الرسائل المخفية في الكتاب المقدس. بعد عام 1690، كتب نيوتن عددًا من المقالات الدينية التي تتناول التفسير الحرفي للكتاب المقدس. وصف نيوتن محاولاته لاستخراج المعلومات العلمية من الكتاب المقدس في مخطوطة كتبها عام 1704، وقدّر أن العالم لن ينتهي قبل عام 2060. وفي توقعه لهذا، قال: إنني لا أتوقع متى سيحين وقت النهاية، ولكني أضع حدًا للتخمينات المتهورة لبعض الرجال الذين يتوقعون كثيرًا وقت النهاية، ومن خلال القيام بذلك، تُشوّه سمعة النبوءات المقدسة بقدر ما تفشل تنبؤاتها.